# Coelops robinsoni
Coelops robinsoni là một loài động vật có vú trong họ Dơi nếp mũi, bộ Dơi. Loài này được Bonhote mô tả năm 1908.

## Hình ảnh

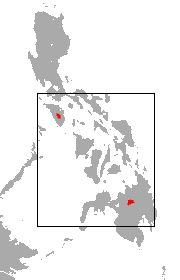